# Saint-Ouen-de-Sécherouvre
Saint-Ouen-de-Sécherouvre is een gemeente in het Franse departement Orne (regio Normandië) en telt 179 inwoners (1999). De plaats maakt deel uit van het arrondissement Mortagne-au-Perche.

## Geografie
De oppervlakte van Saint-Ouen-de-Sécherouvre bedraagt 10,3 km², de bevolkingsdichtheid is 17,4 inwoners per km².
De onderstaande kaart toont de ligging van Saint-Ouen-de-Sécherouvre met de belangrijkste infrastructuur en aangrenzende gemeenten.

## Demografie
Onderstaande figuur toont het verloop van het inwonertal (bron: INSEE-tellingen).